# Maxim Dlugy
Maxim Alexandrowitsch Dlugy (* 29. Januar 1966 in Moskau) ist ein US-amerikanischer Großmeister im Schach.
Dlugy lernte das Schachspiel als Sechsjähriger unter dem Einfluss seines Großvaters und den sowjetischen Pionieren kennen. Seine ersten ernsthaften Schachlektionen erhielt er als 9-Jähriger in einem heimischen Schachklub. Dlugy übersiedelte im Frühjahr 1977 mit seiner Familie nach New York City, wo er 1978 Mitglied beim Manhattan Chess Club wurde und seinem langjährigen Trainer Vitaly Zaltsman begegnete.
Im Jahre 1982 erhielt er den Titel eines Internationalen Meisters. 1984 beendete er die Highschool, belegte in der amerikanischen Meisterschaft Platz 3 und wurde Schachprofi. 1985 gewann er die Juniorenweltmeisterschaft in Schardscha. Ein Jahr später erhielt er den Großmeister-Titel. 1986 spielte er für die USA bei der Schacholympiade in Dubai und erreichte sowohl mit der Mannschaft als auch in der Einzelwertung am zweiten Reservebrett den dritten Platz.
Weitere Erfolge waren
- 1985: 2. Platz in New York
- 1986: 2. Platz in Clichy
- 1987: 3. Platz bei der US-Meisterschaft
- 1987: 1. Platz in Las Vegas
- 1988: 1. Platz im World Open Philadelphia

Er ist ein ausgezeichneter Blitzschachspieler und lag zwischen 1988 und 1993 auf Platz 1 der Rangliste der World Blitz Chess Association.
Von 1990 bis 1993 war Dlugy Präsident des US-Schachverbandes USCF.
Von 1990 bis 1991 gehörte er zu den schachlichen Beratern des Deep-Blue-Projekts. Danach arbeitete er zunächst als Trader für die Bankers Trust Company of New York, ab 1995 dann als Fondsmanager für die Trans-National Research Corporation. Derzeit ist er Geschäftsführer der Investmentfirma Optim Advisors.
Im April 2005 wurde Dlugy wegen des Verdachtes der Untreue als Vorstandsvorsitzender eines russischen Metallwerks in Perm verhaftet, jedoch im Dezember aus Mangel an Beweisen freigesprochen.
In den 2000er Jahren hatte er nur ein Elo-gewertetes Turnier gespielt, ist aber seitdem wieder schachlich aktiver. In der United States Chess League spielt er 2015 für das Team der Connecticut Dreadnoughts.